# Агранов, Вульф Иосифович
Вульф Иосифович Агранов (27 декабря 1918, Жлобин, Западная область — 1 мая 1995, Киев) — советский (белорусский и украинский) художник-постановщик
, участник выставок в СССР и за рубежом, постановщик театра и кино, заслуженный деятель искусств УССР (1980).

## Биография
Родился в семье торговца бакалейными товарами Иоселя Шевелевича Агранова. В 1943 году окончил художественный факультет ВГИКа. Работал на киностудии им. А. Довженко с 1951 года, а также в Запорожском музыкально-драматическом театре (1975).

## Фильмография
1. 1943 — Во имя Родины
2. 1944 — Черевички
3. 1948 — Драгоценные зёрна
4. 1952 — Неразлучные друзья
5. 1953 — Наши чемпионы (документальный)
6. 1954 — Земля
7. 1954 — Тревожная молодость
8. 1955 — Мать
9. 1956 — Павел Корчагин
10. 1957 — Партизанская искра
11. 1958 — Голубая стрела
12. 1958 — Повесть наших дней
13. 1958 — Флаги на башнях
14. 1958 — Мальчики
15. 1960 — Вдали от Родины
16. 1961 — Лесная песня
17. 1961 — Морская чайка
18. 1962 — В мёртвой петле
19. 1963 — Строгая игра
20. 1965 — Гибель эскадры
21. 1966 — А теперь суди…
22. 1966 — Два года над пропастью
23. 1967 — Эта твёрдая земля
24. 1968 — Ошибка Оноре де Бальзака
25. 1969 — Начало неведомого века (киноальманах. Новелла третья «Мотря»)
26. 1969 — Та самая ночь
27. 1970 — Семья Коцюбинских
28. 1971 — Инспектор уголовного розыска
29. 1972 — Длинная дорога в короткий день
30. 1973 — Будни уголовного розыска
31. 1973—1976 — Дума о Ковпаке (1-й фильм «Набат»; 2-й фильм «Буран»; 3-й фильм «Карпаты, Карпаты…»)
32. 1977 — Талант
33. 1978 — Голубые молнии
34. 1978 — Мятежный «Орионъ»
35. 1980 — От Буга до Вислы
36. 1982 — Если враг не сдаётся…
37. 1982 — Казнить не представляется возможным
38. 1984 — Благие намерения
39. 1985 — Мы обвиняем
40. 1986 — И в звуках память отзовется
41. 1986 — И никто на свете
42. 1990 — Война на западном направлении

## Спектакли
- «Тартюф» (1953)
- «Манон» (1967, Киевский театр оперы и балета)